# Gnaphosa rohtakensis
Gnaphosa rohtakensis är en spindelart som beskrevs av Gajbe 1992. Gnaphosa rohtakensis ingår i släktet Gnaphosa och familjen plattbuksspindlar. Inga underarter finns listade i Catalogue of Life.